# Dora Doll
Dora Doll (* 15. Mai 1922 in Berlin als Dorothée-Hermina Feinberg; † 15. November 2015 in Saint-Gilles, Département Gard) war eine französische Schauspielerin.

## Leben
Dora Doll, Tochter eines russischen Bankiers, wuchs ab 1924 in Paris auf. Nach ihrem Filmdebüt mit einer kleinen Rolle 1939 gelang Doll der Karrieredurchbruch 1954 in der Rolle der Lola in Wenn es Nacht wird in Paris an der Seite von Jean Gabin. Ebenfalls an Gabins Seite spielte sie in Jean Renoirs French Can-Can. Insgesamt drehte Doll rund 200 Kino- und Fernsehfilme. Von 1998 bis 2000 verkörperte sie die Oma Agathe Chantreuil, liebevolle Schwiegermutter der vom Ehemann Paul Barge gedemütigten Claude Jade, in der Serie Cap des Pins. Da es die erste französische Soap Opera war, galt sie in Anspielung auf die Fernsehserie Dallas als französische „Miss Ellie“.
Doll war zwischen 1949 und 1955 mit dem französischen Schauspieler Raymond Pellegrin verheiratet, mit dem sie eine Tochter bekam.
Dora Doll starb am 15. November 2015 im Alter von 93 Jahren in Saint-Gilles im Département Gard.

## Auszeichnungen
- 1997: Ordre des Arts et des Lettres (Komtur)[3]

- 2000: Ordre national du Mérite (Ritter)[4]

## Filmografie (Auswahl)
- 1939: Diebe und Liebe (Battement de cœur)
- 1947: Unter falschem Verdacht (Quai des Orfèvres)
- 1950: Rauschgift Curare (Identité judicaire)
- 1954: Liebe, Frauen und Soldaten (Destinées)
- 1954: Weiße Sklavinnen für Tanger (Les impures)
- 1954: Wenn es Nacht wird in Paris (Touchez pas au Grisbi)
- 1954: French Can Can
- 1955: Mädchen in schlechter Gesellschaft (Le crâneur)
- 1955: Nana
- 1956: Fernand Cowboy (Fernand cow-boy)
- 1956: Gejagte Unschuld (La foire aux femmes)
- 1956: Hauptstraße (Calle Mayor)
- 1956: Weiße Margeriten (Elena et les hommes)
- 1957: Die jungen Löwen (The Young Lions)
- 1957: Paris tabu (Mademoiselle Strip-Tease)
- 1959: Im Kittchen ist kein Zimmer frei (Archimède, le clochard)
- 1959: Tatort Paris (125, rue Montmartre)
- 1960: Akte Mat 444 (Première Brigade criminelle)
- 1960: Halbwelt, Rauschgift und Halunken (Dossier 1413)
- 1960: Marc Antoines zweites Leben (Cocagne)
- 1963: Lautlos wie die Nacht (Mélodie en sous-sol)
- 1964: Bei Oscar ist ’ne Schraube locker (Une souris chez les hommes)
- 1967, 1969: Allô Police (Fernsehserie, 2 Folgen)
- 1971: Hochzeit im Grünen (Le jour des noces)
- 1975: Der Unverbesserliche (L’Incorrigible)
- 1975: Ein Fall für Männdli (Fernsehserie, Folge Mister X)
- 1976: Zerschossene Träume
- 1976: Sehnsucht nach Afrika (La victoire en chantant)
- 1977: Die kleinen Pariserinnen (Diabolo menthe)
- 1978: Die Büstenhalterkompanie (Les filles du régiment)
- 1978: Violette Nozière
- 1979: Grandison
- 1979: Damit ist die Sache für mich erledigt (Coup de tête)
- 1982: Flucht nach Varennes (La nuit de Varennes)
- 1984: Strichpoker (Cœur de hareng)
- 1993: Morasseix!!!
- 1994: Die Hölle (L’enfer)
- 1995: Julie Lescaut (Fernsehserie, 1 Folge)
- 1996: Eine Kindheit auf dem Montmartre (Les Allumettes suédoises)
- 1996: Palomas verlorene Tochter (Paloma)
- 1998–2000: Cap des Pins (Fernsehserie)
- 2000: Meilleur espoir féminin
- 2005: Sie sind ein schöner Mann (Je vous trouve très beau)